# クレーロス
クレーロス（Klēros）とは、古代ギリシアにおいて、植民地建設の際に市民に平等に分配された私有地のこと。もともとは「くじ」の意味である。ウクライナのセバストポリ近郊や、クロアチアのスタリー・グラード近郊に古代農業区画の跡地が残り、航空写真にも明確に跡地が見て取れる。